# Meløya (Øksnes)

Meløya  est une île de la commune de Øksnes , en mer de Norvège dans le comté de Nordland en Norvège.

## Description
L'île de 1,9 km2 fait partie de l'archipel des Vesterålen. Elle est située à environ 2 km  d'Alsvåg|| (île de Langøya. Environ 43 personnes vivent sur l'île. Meløya est reliée à Langøya par un court remblai routier. Il y a 3 fermes sur l'île qui s'occupent toutes de moutons.
Sur la plus haute colline de l'île, Storhaugen, il reste des vestiges d'un phare. Un peu au nord de Meløya se trouve une île appelée Kirkegårdsøya, où se trouve un cimetière.